# Sikhismus

Khanda, symbol Sikhismu

Sikhismus (paňdžábsky ਸਿੱਖੀ) je jedno z nejmladších světových náboženství a co do počtu stoupenců páté největší. Gurmat všeobecně známý pod jménem Sikhi nebo Sikhismus je dharmou, to jest „Cestou“. Vzešel z Indie, z oblasti Paňdžábu během období náboženského útlaku. Guru Ardžan a guru Tégh Bahádur byli mučeni a popraveni po odmítnutí konverze k islámu. Dva nejmladší synové Gobinda Singha byli po odmítnutí téhož zazděni zaživa. Od 18. století si sikhové získali pověst neohrožených válečníků. Je nutno odlišovat od sebe dharmu (sikhskou víru), sikhské společenství a khálsu.

## Definice
Sikh je ten, kdo věří:
- v jednoho Boha
- v 10 Guruů, od Guru Nanaka až po Guru Gobind Singha
- v Guru Granth Sahib, sbírku učení Guruů
- v amrit, „iniciační“ obřad do Khálsy, kongregaci obránců víry a svobody svědomí
- v rovnost mužů a žen před Stvořitelem[2]

## Učení sikhismu
Guru Nának je zakladatelem této víry, představuje základy myšlení sikhů, které rozděluje do tří požadavků:
- Naam Japo – pamětlivost Boha,
- Kirat Karni – poctivá tvrdá práce a
- Wand kay Shako – charita, pomoc bližním.

Cílem života každého Sikha je dosáhnout jednoty s Bohem jednotou všeho – ekongkár (Ek Ong Kár). Dalšími stavebními kameny života sikhů jsou
- Bána – oděv,
- Bání – písmo, tj. učení guruů,
- Séva – služba druhým,
- Simran – meditace o Božím jménu.

Všichni sikhové (od slova „sikhi“, tj. žák či učeň) se zároveň musí snažit vyprostit ze zajetí „Pěti Zel“:
- kam (chtíč),
- krodh (hněv),
- lobh (chamtivost),
- moh (připoutanost k věcem dočasného světa) a
- ahankar (ego).

Sikhismus má několik viditelných rysů, jimiž se odlišuje od jiných světových náboženství.
- Guru Granth Sahib není jen svatá kniha, nýbrž sbírka učení Guruů a je pokládána za posledního, věčného guru. Guru Granth Sahib byl sepsán vlastní rukou Guruů, nikoli jejich následovníků a žáků. Je psán ve verších podléhajících specifickému rytmu. Jednotlivé hymny jsou předčítány nahlas, aby věřící mohl nejen mentálně nahlédnout obsah slov a myšlenek v nich ukrytých, ale aby se zároveň mohl naladit na zvukovou frekvenci a během meditace tak vystoupit z iluze materiálního světa.
- Oděv sikhů bán – je svého druhu uniformou. Je odkazem posledního guru (Guru Gobind Singh) a umožňuje snadnou identifikaci sikhů v davu. Protože je předsevzetím Sikhů sloužit lidstvu, tato jejich snadná identifikovatelnost jim brání vyhýbat se povinnostem.
- Povinnosti, jako například povinnost chránit slabší či chovat se s respektem ke každému člověku. Všichni lidé bez rozdílu víry, národnosti, rasy, pohlaví či kasty jsou vítáni v gurudvarách. Pro návštěvníky je připravena i možnost ubytování v přilehlých ubytovnách. Součástí obřadů je i langár, tedy bezplatné jídlo pro všechny návštěvníky gurudvary.
- Denní modlitby zahrnují také modlitby za celé lidstvo. V určitých situacích je pro sikhy nutné přijmout roli vojáka víry (sánt sipáhi) a bránit sebe a všechny ty, kdo se nemohou bránit sami.
- Od ostatního indického obyvatelstva se odlišují svojí mimořádnou pečlivostí, přesností a akurátností.

## Dějiny sikhismu

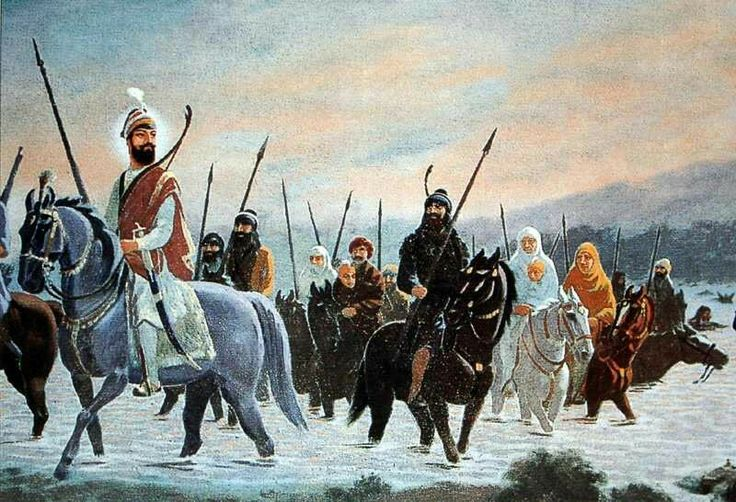
Guru Gobind Singh překračuje řeku Sarsu

Dějiny Sikhismu začínají u Guru Nánaka (1469–1538), zakladatele této dharmy. Začal učit na přelomu 15. a 16. století, a když mu bylo 28 let, rozhodl se odejít z domova, aby mohl dalších 25 let šířit své učení. Před svou smrtí Nának položil před Léhnu, jednoho ze svých žáků, pět mincí z mědi, kokosový ořech a k zemi se mu uklonil. Tím s ním podle sikhů duchovně splynul. Takto se také nauka předávala až k desátému guruovi, který za svého nástupce určil knihu Granth, později známou jako Guru Granth.

### 10 sikhských guruů
- Guru Nának (1469–1539) Duchovní učitel a zakladatel sikhismu.
- Guru Angad (1539–1552) Nejaktivnější žák guru Nánaka, který po něm převzal vedení komunity. Zavedl sikhskou abecedu Gurmukhi.
- Guru Amar Dás (1552–1574) K sikhismu konvertoval poté, co se jeho synovec oženil s dcerou guru Angada. Proslul autorstvím náboženských hymnů a modliteb, ustanovil sikhský svatební i pohřební ceremoniál a pravidla pro bohoslužbu. Přátelil se s mughalským císařem Akbarem.
- Guru Rám Dás (1574–1581) Byl chudého původu, ale adoptoval jej guru Angad. Po svém nástupu do funkce založil město Amritsar.
- Guru Ardžan (1581–1606) Syn guru Rám Dáse. Sepsal největší část posvátné knihy Guru Granth Sahib a nechal postavit Zlatý chrám v Amritsaru. Roku 1605 se podílel na vzpouře mughalského prince Chusraua proti císaři Džahángírovi. Po porážce povstání byl Džahángírem uvězněn a utopen mughalskými vojáky.
- Guru Hargóbind (1606–1644) Syn guru Ardžana, organizoval chálsu (obec věřících) spíše vojenským způsobem. Měl politické ambice, stal se vládcem Paňdžábu. svedl několik bitev s mughalskými a rádžputskými vojsky.
- Guru Har Ráí (1644–1661) Vnuk guru Hargóbinda, guruem se stal ve věku 14 let.
- Guru Har Krišnan (1661–1664) zemřel na neštovice jako nezletilý chlapec
- Guru Tégh Bahádur (1664–1675) Byl jedním ze strýců svého předchůdce Har Krišnana, postavil se proti mughalskému císaři Aurangzébovi, který ho zajal, nechal mučit a setnout.
- Guru Góbind Singh (1675–1708) Básník, válečník a filozof. Strávil velkou část života bojem s džihádisty a obranou svobody vyznání. Dva jeho nejstarší synové padli na bojišti. Dva nejmladší byli po odmítnutí konverze k islámu zazděni Mughaly zaživa. Sám podlehl zraněním najatého vraha. Podle jeho odkazu se posledním, věčným guruem měla stát posvátná kniha Guru Granth Sahib, ustanovil rovněž symboliku „pěti k“ a další pravidla pro chod khálsy.

Historie a vývoj sikhizmu je úzce spjat s prostředím místa vzniku. V reakci na náboženské pronásledování došlo 13. dubna 1699 k militarizaci Khálsy. Prvních pět „čistých“, mužů z různých kast a koutů Indie bylo zasvěceno Góbindem Singhem do khálsy. V roce 1716 vládce Mughalů Farrukh Siyar stoupence sikhi vyzval k výběru mezi konverzí a smrtí, po následující léta věřící skrývali před vládou symboly víry a vedli partyzánskou válku. Město Amritsar bylo během to doby opakovaně vypáleno. 11. března 1783 obsadili Sikhové rudou baštu a Nové Dillí, kde oznámili svůj záměr vytvořit suverénní státní útvar.
Se smrtí mahárádži Ranjita Singha (1839) došlo k hlubokému rozkolu mezi jednotlivými frakcemi rodícího se státu. Situace využilo Britské impérium a během následujících deseti let v několika válečných operacích opanovalo Paňdžáb. Jako součást koloniální Indie požívali Sikhové zvláštní úcty pro svou válečnickou pověst a smysl pro pořádek. Během dvou světových válek zemřelo pod britskou vlajkou 90 000 Sikhů na bojištích v Evropě, severní Africe a Tichomoří.
V roce 1947 a dělení Pákistánu a Indie se stal Paňdžáb ohniskem sporů mezi hinduisty, sikhy a muslimy, sikhové a hinduisté dnes obývají východní, indickou část Paňdžábu. Muslimové západní, pákistánskou. V 70. letech rostlo napětí mezi sikhskými tradicionalisty a sekulárně nacionalistickým Indickým národním kongresem. Věřící obviňovali dominantní vládnoucí stranu a její předsedkyni Indíru Gandhí z marginalizace a diskriminace menšin. V odpovědi na vyhlášení stanného práva došlo k boji o Zlatý chrám mezi separatisty a indickou armádou. 22. května 2002 se Manmohan Singh stal prvním sikhem, který usedl do křesla premiéra Indie.
Od 60. let dvacátého století roste počet sikhů mimo Indii. Díky emigraci i popularizaci učení na západě dnes žije každý pátý sikh v diaspoře. Řada konvertitů prosazuje vegetariánskou dietu, ta ale není součástí původního učení. Většinoví sikhové si zapověděli konzumaci pouze khutka (maso připravené podle metody halal) a tabákových výrobků.

## Symboly sikhismu

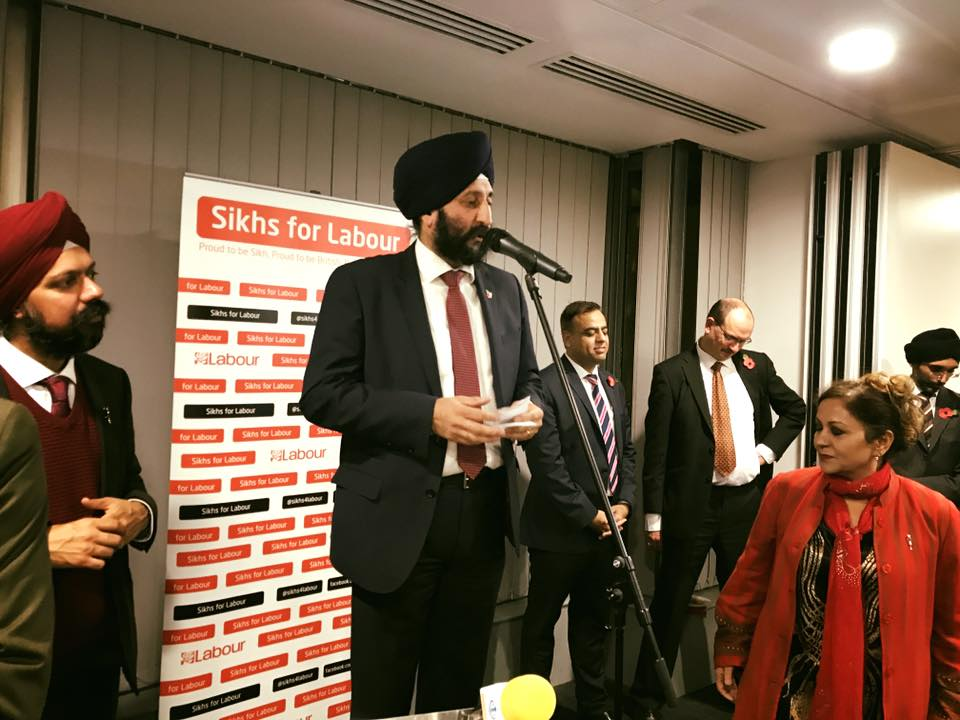
Sikhové v britské politice

Příslušníky sikhské khálsy můžeme poznat podle těchto 5 symbolů, jejichž názvy v paňdžábštině začínají písmenem „K“ a proto se označují jako „pět K“, jsou to:
- kéš – nikdy nestříhané vlasy a u mužů také neholené vousy – symbol přirozenosti
- kanghá – hřeben – symbol čistotnosti
- kará – ocelový náramek na zápěstí – symbol jednoty boha (kruh nemá začátek ani konec)
- kaččchá – krátké kalhoty – symbol cudnosti
- kirpán – meč, symbol povinnosti chránit bezbranné; v moderní době nosí většina Sikhů kirpán menších rozměrů připomínající dýku

Za další symboly by se dal považovat znak sikhské khálsy (společenství) (dva meče, kruh a kopí) a znak, označovaný jako „ekónkár“ – to jest slabika odvozená od Óm.
V sikhismu je bůh nazýván mnoha jmény: Ekónkár (Ekongkár, „Je jen Jedno“), Sat nám, Alláh, Waheguru (sláva budiž světlu vědění jež proniká tmou nevědomosti). Ekónkár je dále popisován jako Bůh, Pán, Matka, Otec, nejlepší přítel, stvořitel, Věčný, atd. Překlady Sri Guru Granth Sáhib do evropských jazyků jsou problematické, zejména v souvislosti s tendencí představovat Boha skrze terminologii židovskokřesťanského pojmosloví a patriarchální tradice. Bůh je v originálním učení nazýván mnoha jmény a je chápán jako zásadně bezpohlavní, tedy ani mužského ani ženského rodu. Označení jako matka či otec slouží pouze jako přirovnání usnadňující omezenému lidskému chápání přístup k Bohu.
Sikhové jsou rozpoznatelní díky typickému turbanu (dastár) kryjícímu dlouhé vlasy, u mužů také díky plnovousu. Sikhové kteří podstoupili amrit (zasvěcení do khálsy) navíc nosí železný náramek a kirpan, který nosí vždy při sobě. Indické aerolinie jim umožňují mít kirpan při sobě i během vnitrostátních letů.
Nejslavnější sikhský chrám (gurudvara) se nachází v Amritsaru. Nazývá se Harimandir Sahib, je také znám pod jménem Zlatý chrám (nebo také Zlatý chrám na jezeře nektaru nesmrtelnosti). Je pokryt měděným plechem, který je pozlacen několika tunami zlata. V areálu chrámu je také obří sál pro poutníky, kde může poutník jakéhokoli vyznání tři dny pobývat, zdarma třikrát denně jíst a pít, pohodlně přenocovat a v případě zájmu studovat sikhské učení nebo jen meditovat a odpočívat. Sikhové mají velmi pozitivní vztah k mezináboženskému dialogu a aktivně podporují chudé.
Sikhové jsou ve své většině etnickými Paňdžábci, mluví východní paňdžábštinou a píší písmem gurmukhí.
Do vzniku Pákistánu bylo hlavním centrem Paňdžábu město Láhaur, které bylo i historickým hlavním městem sikhského státu, ale poté, co z rozhodnutí Velké Británie Láhaur připadl Pákistánu, jejich centrem se stalo město Amritsar, které leží v Indii nedaleko Láhauru. Po tomto rozdělení Paňdžábu na západní pákistánskou (muslimskou) část a východní indickou část došlo k dalšímu dělení tohoto státu na
- převážně sikhský svazový stát Paňdžáb,
- převážně hinduistickou a hindsky mluvící stát Harijána,
- hlavní město obou těchto svazových států a samostatné svazové teritorium – město Čandígarh a
- další svazové teritorium Dillí včetně spolkového hlavního města Nového Dillí.

Ve všech těchto správních celcích žijí sikhové a hinduisté (až na velice výjimečné situace) ve velice dobré shodě – zcela běžně Sikhové navštěvují hinduistické mandiry a hinduisté sikhské gurudváry.

## Sikhové
| Sikhové v Indii |          |
| Stav / UT       | Procento |
| Paňdžáb         | 58 %     |
| Čandígarh       | 13,1 %   |
| Harijána        | 4,9 %    |
| Dillí           | 3,4 %    |
| Uttarákhand     | 2,3 %    |
| Džammú a Kašmír | 1,9 %    |
| Rádžasthán      | 1,3 %    |
| Himáčalpradéš   | 1,2 %    |

Odhady říkají, že sikhismus má po celém světě asi 25 milionů následovníků. Podle Pew Research, náboženské demografické a výzkumné skupiny ve Washingtonu DC, „více než devět z deseti sikhů žije v Indii, ale ve Spojených státech, ve Spojeném království a Kanadě jsou také značné komunity sikhů.“ Populace sikhů je v každém indickém státu, ale vyskytuje se převážně v severozápadních a severních státech. Pouze ve státě Paňdžáb tvoří většinu sikhové (58 % z celkového počtu, při sčítání v roce 2011).  Státy a teritoria Indie, kde sikhové tvoří více než 1,5 % jeho populace, jsou Paňdžáb, Čandígarh, Harijána, Dillí, Uttarákhand a Džammú a Kašmír.
Sikhismus byl založen v severozápadní oblasti indického subkontinentu, která je dnes součástí Pákistánu. Někteří z Guruů se narodili poblíž Láhuru a v jiných částech Pákistánu. Před rokem 1947 v Britské Indii žily miliony sikhů v oblastech, které připadly Pákistánu. Během rozdělení opustili sikhové a hinduisté nově vytvořený Pákistán, který má muslimskou většinu a přestěhovali se do Indie, kde je hinduistická většina, zatímco muslimové v Indii odešli a přestěhovali se do Pákistánu. Podle zpráv z roku 2017 zůstává v Pákistánu jen asi 20 000 sikhů a jejich populace klesá (0,01 % z odhadovaných 200 milionů obyvatel). Sikhové v Pákistánu, stejně jako ostatní menšiny v Pákistánu čelí útokům většinového muslimského obyvatelstva.

### Sikhská diaspora
Sikhismus je pátým největším z hlavních světových náboženství a jedním z nejmladších náboženství na celém světě s asi 25,8 milionu věřících, což představuje 0,39 % světové populace. Přibližně 75 % sikhů žije v Paňdžábu, kde tvoří více než 50 % populace státu. Velká společenství sikhů migrují do sousedních států, jako je indický stát Harijána, který je domovem druhé největší populace sikhů v Indii s 1,1 milionu sikhů podle sčítání lidu v roce 2001, a velká přistěhovalecká společenství Sikhů lze nalézt v celé Indii. Sikhové však tvoří pouze asi 2 % indické populace.
Sikhská migrace do Kanady začala v 19. století a vedla k vytvoření významných sikhských komunit, převážně v jižním Vancouveru, Britské Kolumbii a Ontariu. Sikhské festivaly jako Vaisakhi a Bandi Chhor slaví v kanadských městech největší skupiny následovníků na světě mimo Paňdžáb.
Sikhové také migrovali do východní Afriky, západní Afriky, Středního východu, jihovýchodní Asie, Velké Británie, Spojených států a Austrálie. Tato společenství vznikla, když Sikhové migrovali z Paňdžábu, aby zaplnili mezery na imperiálních pracovních trzích. Na počátku dvacátého století se na západním pobřeží Spojených států začalo formovat významné společenství. Menší populace sikhů se vyskytují v mnoha zemích západní Evropy, Mauricia, Malajsie, Filipín, Fidži, Nepálu, Číny, Pákistánu, Afghánistánu, Íránu, Singapuru, USA a mnoha dalších zemích.

## Galerie

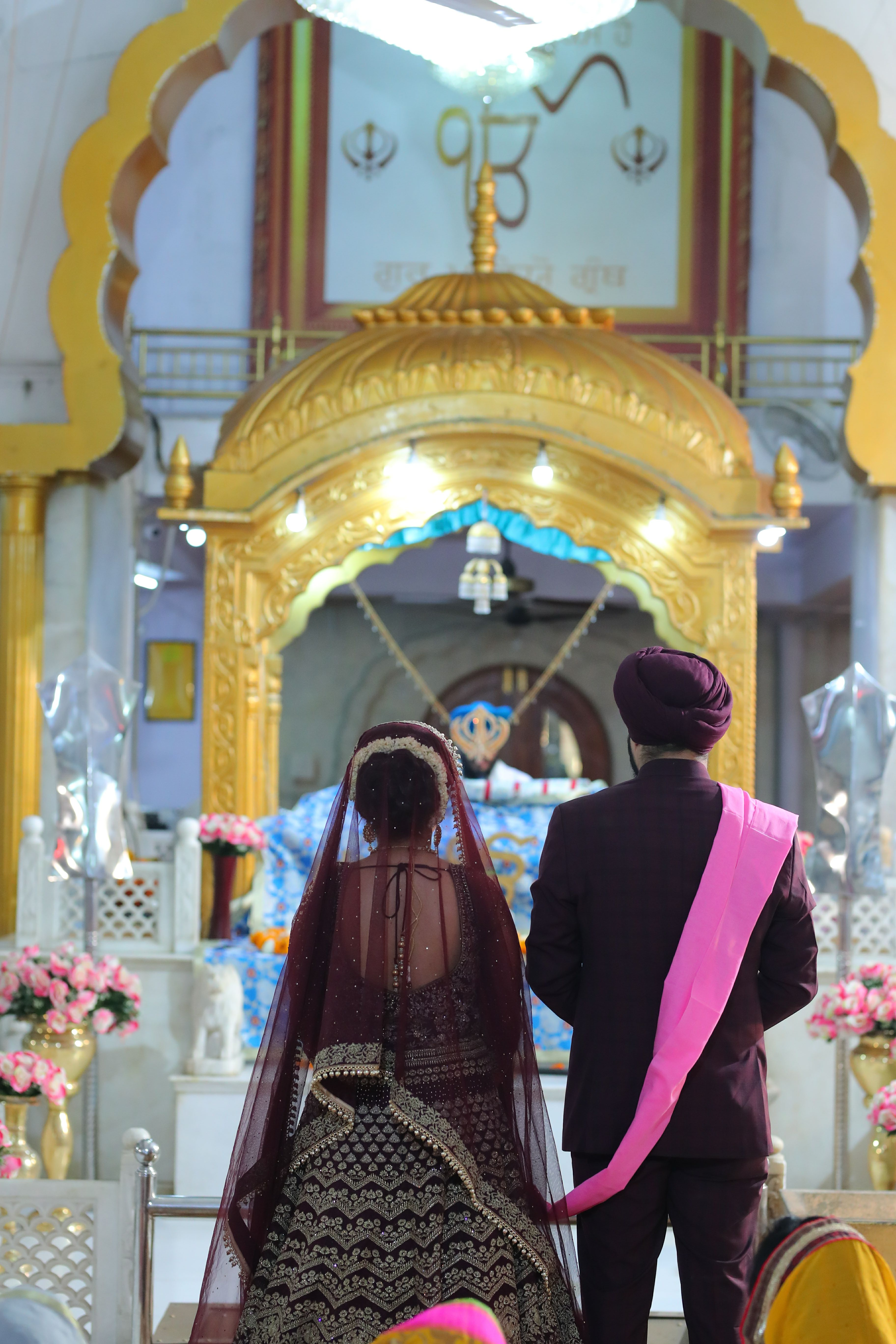
Sikhistická svatba
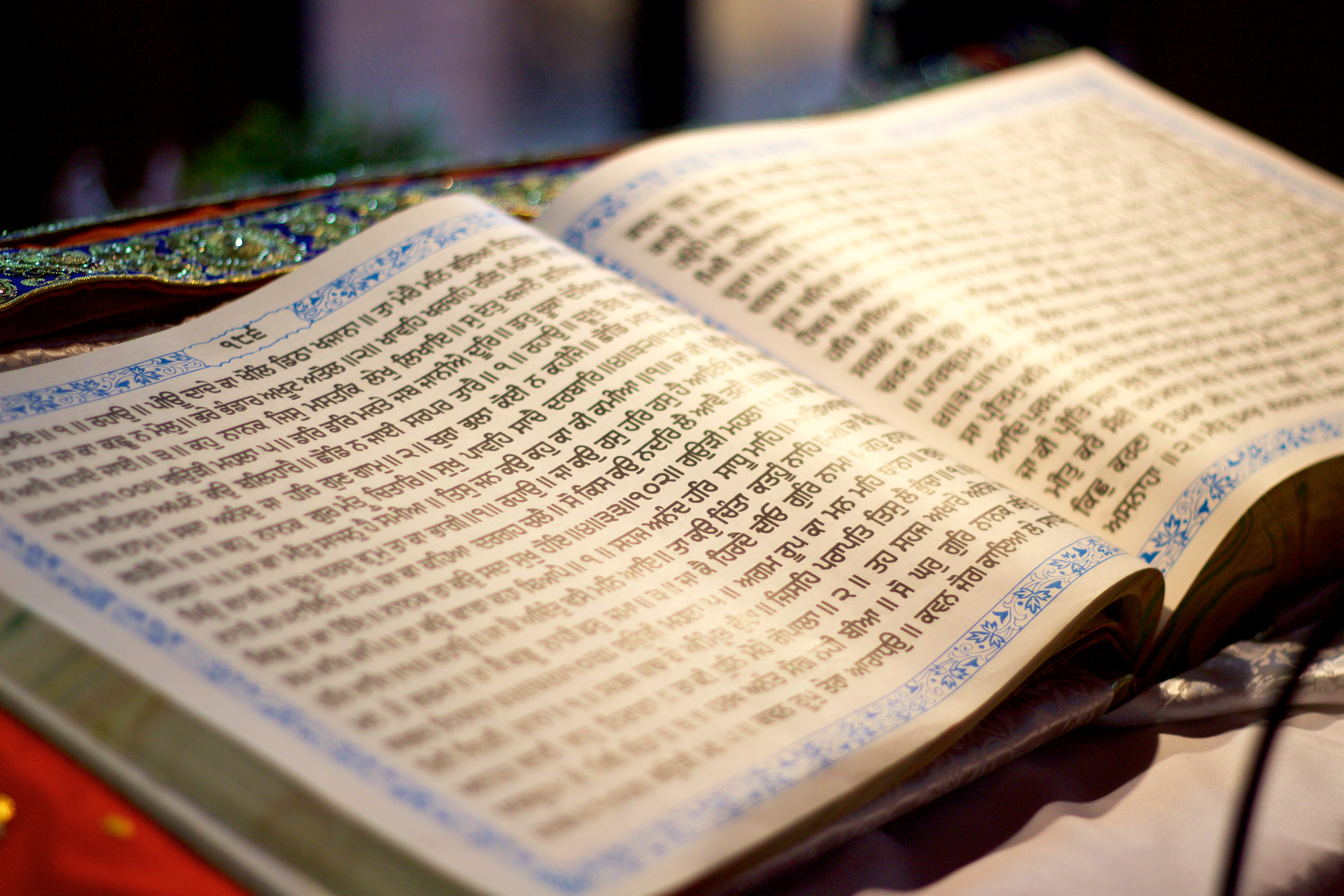
Guru Granth Sahib, posvátná kniha Sikhů
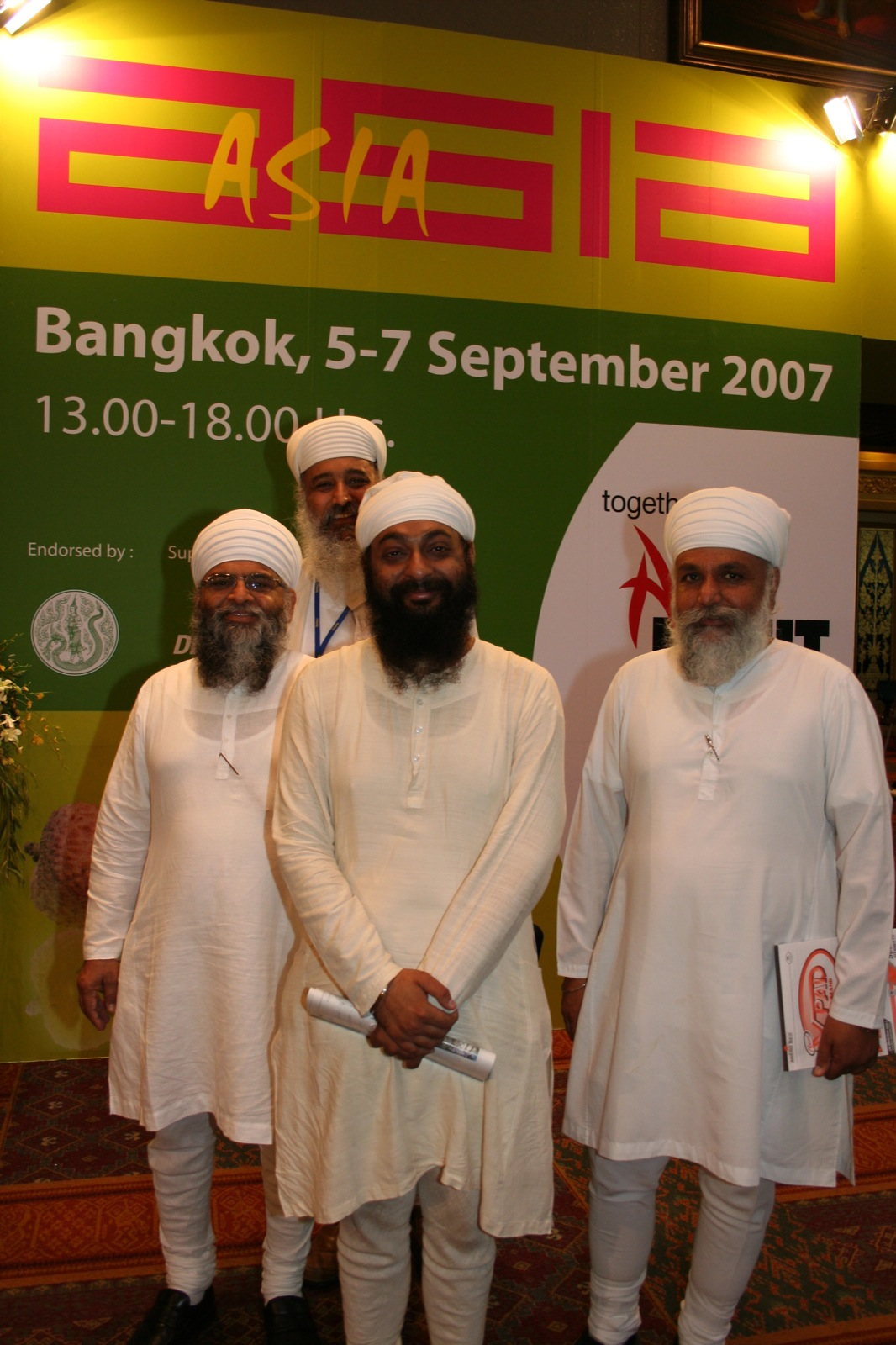
„Bílí Sikhové“, jejichž početná menšina žije v Rusku
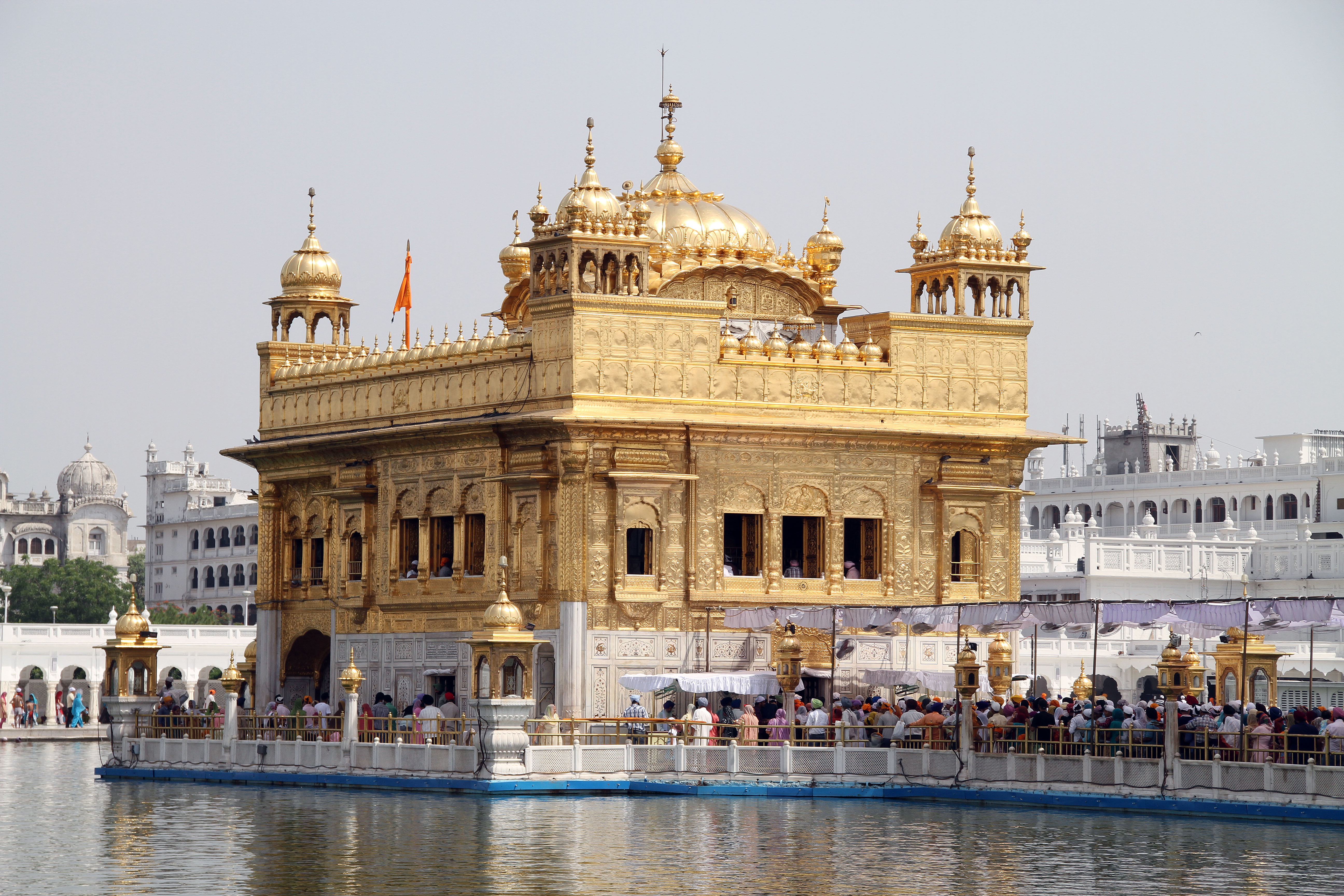
Zlatý chrám v Amritsaru